# Natalia Kaczmarek
Natalia Kaczmarek-Bukowiecka (Drezdenko, 17 de enero de 1998) es una deportista polaca que compite en atletismo.
Participó en dos Juegos Olímpicos de Verano, obteniendo tres medallas, dos en Tokio 2020, oro en la prueba de 4 × 400 m mixto y plata en 4 × 400 m, y una de bronce en París 2024, en los 400 m. En los Juegos Europeos de Cracovia 2023 consiguió dos medallas de plata (400 m y 4 × 400 m mixto).
Ganó una medalla de plata en el Campeonato Mundial de Atletismo de 2023, una medalla de bronce en el Campeonato Mundial de Atletismo en Pista Cubierta de 2022 y dos medallas de plata en los Relevos Mundiales, en los años 2021 y 2024.
Además, obtuvo tres medallas en el Campeonato Europeo de Atletismo, en los años 2022 y 2024, y una medalla de bronce en el Campeonato Europeo de Atletismo en Pista Cubierta de 2021.

## Palmarés internacional
| Juegos Olímpicos                     | Juegos Olímpicos   | Juegos Olímpicos  | Juegos Olímpicos |
| Año                                  | Lugar              | Medalla           | Prueba           |
| ------------------------------------ | ------------------ | ----------------- | ---------------- |
| 2020                                 | Tokio (Japón)      | Medalla de oro    | 4 × 400 m mixto  |
| 2020                                 | Tokio (Japón)      | Medalla de plata  | 4 × 400 m        |
| 2024                                 | París (Francia)    | Medalla de bronce | 400 m            |
| Campeonato Mundial                   |                    |                   |                  |
| Año                                  | Lugar              | Medalla           | Prueba           |
| 2023                                 | Budapest (Hungría) | Medalla de plata  | 400 m            |
| Campeonato Mundial en Pista Cubierta |                    |                   |                  |
| Año                                  | Lugar              | Medalla           | Prueba           |
| 2022                                 | Belgrado (Serbia)  | Medalla de bronce | 4 × 400 m        |
| Relevos Mundiales                    |                    |                   |                  |
| Año                                  | Lugar              | Medalla           | Prueba           |
| 2021                                 | Chorzów (Polonia)  | Medalla de plata  | 4 × 400 m        |
| 2024                                 | Nasáu (Bahamas)    | Medalla de plata  | 4 × 400 m        |
| Juegos Europeos                      |                    |                   |                  |
| Año                                  | Lugar              | Medalla           | Prueba           |
| 2023                                 | Chorzów (Polonia)  | Medalla de plata  | 400 m            |
| 2023                                 | Chorzów (Polonia)  | Medalla de plata  | 4 × 400 m mixto  |
| Campeonato Europeo                   |                    |                   |                  |
| Año                                  | Lugar              | Medalla           | Prueba           |
| 2022                                 | Múnich (Alemania)  | Medalla de plata  | 400 m            |
| 2022                                 | Múnich (Alemania)  | Medalla de plata  | 4 × 400 m        |
| 2024                                 | Roma (Italia)      | Medalla de oro    | 400 m            |
| Campeonato Europeo en Pista Cubierta |                    |                   |                  |
| Año                                  | Lugar              | Medalla           | Prueba           |
| 2021                                 | Toruń (Polonia)    | Medalla de bronce | 4 × 400 m        |